# Meridià 29 a l'oest
El meridià 29 a l'oest de Greenwich és una línia de longitud que s'estén des del pol Nord travessant l'oceà Àrtic, Groenlàndia, l'oceà Atlàntic, l'oceà Antàrtic, i l'Antàrtida fins al pol Sud.
El meridià 29 a l'oest forma un cercle màxim amb el meridià 151 a l'est. Com tots els altres meridians, la seva longitud correspon a una semicircumferència terrestre, uns 20.003,932 km. Al nivell de l'Equador, és a una distància del meridià de Greenwich de 3.228 km.

## De Pol a Pol
Començant en el pol Nord i dirigint-se cap al pol Sud, aquest meridià travessa:
| Coordenades                             | País, territori o mar            | Notes |
| --------------------------------------- | -------------------------------- | --- |
| 90° 0′ N, 29° 0′ O / 90.000°N,29.000°O  | Oceà Àrtic                       | |
| 83° 30′ N, 29° 0′ O / 83.500°N,29.000°O | Groenlàndia                      | Terra de Peary septentrional |
| 83° 9′ N, 29° 0′ O / 83.150°N,29.000°O  | Fiord Frederick E. Hyde          | |
| 83° 7′ N, 29° 0′ O / 83.117°N,29.000°O  | Groenlàndia                      | Terra de Peary meridional |
| 82° 9′ N, 29° 0′ O / 82.150°N,29.000°O  | Fiord Independence (Groenlàndia) | |
| 81° 59′ N, 29° 0′ O / 81.983°N,29.000°O | Groenlàndia                      | |
| 68° 35′ N, 29° 0′ O / 68.583°N,29.000°O | Oceà Atlàntic                    | Passa a l'oest de l'illa de Faial, Açores, Portugal (at 38° 35′ N, 28° 50′ O / 38.583°N,28.833°O) · Passa a l'oest de l'illa de Martim Vaz, Brasil (a 20° 28′ S, 28° 51′ O / 20.467°S,28.850°O) · Passing just east of l'illa de Trinidade, Brasil (a 20° 31′ S, 29° 18′ O / 20.517°S,29.300°O) |
| 60° 0′ S, 29° 0′ O / 60.000°S,29.000°O  | Oceà Antàrtic                    | |
| 76° 21′ S, 29° 0′ O / 76.350°S,29.000°O | Antàrtida                        | Antàrtida Argentina, reclamat per Argentina · Territori Antàrtic Britànic, reclamat per Regne Unit |